# 100029 Varnhagen
100029 Varnhagen è un asteroide della fascia principale. Scoperto nel 1990, presenta un'orbita caratterizzata da un semiasse maggiore pari a 2,9658461 UA e da un'eccentricità di 0,1075555, inclinata di 4,10851° rispetto all'eclittica.
L'asteroide è dedicato ai coniugi Rahel e Karl August Varnhagen von Ense.